# Maria Petronella van der Klugt-Witteman
Maria Petronella van der Klugt-Witteman (Noordwijk, 11 oktober 1926 – Amsterdam, 27 december 1997) was een Nederlands politicus van de KVP en later het CDA.
Zij werd geboren als dochter van een politie-agent. In haar tweede levensjaar verhuisden ze naar Monster. Ze was werkzaam bij een 
conservenfabriek in Den Haag waar ze uiteindelijk chef van de boekhouding zou worden. Toen ze rond 1951 trouwde stopte ze, zoals destijds gebruikelijk, met werken. Haar schoonvader was gemeenteraadslid en in 1962 werd zij in Monster gekozen tot lid van de gemeenteraad. Later werd ze daar wethouder en loco-burgemeester. Nadat burgemeester Stolwijk van Monster in 1983 met pensioen was gegaan werd Van der Klugt-Witteman burgemeester van de gemeente waar ze bijna haar hele leven gewoond had. In november 1991 ging ze zelf met pensioen en eind 1997 overleed ze in het VU-ziekenhuis op 71-jarige leeftijd. Haar dochter Marga de Goeij-van der Klugt werd in 2004 wethouder van Westland; de gemeente waar Monster in is opgegaan.